# 通淮关岳庙
24°54′17″N 118°35′18″E / 24.90472°N 118.58833°E
通淮关岳庙位于中国福建省泉州市鲤城区涂门街（古称通淮街），历史悠久，香火鼎盛，远播菲律宾、新加坡、马来西亚、日本以及臺灣，是闽南最负盛名的民间信仰活动场所之一。1992年被列为泉州市文物保护单位，2005年被列为福建省文物保护单位。

## 簡介
通淮关岳庙始建年代不详，原为关帝庙，民国三年（1914年）增祀岳飞，故改称关岳庙。现存建筑为清同治六年（1867年）及民国初年重建，1986年至1990年再次全面整修。庙坐北朝南，由武成殿、崇先殿、三义庙三座并列组成，连成一体，均硬山顶，穿斗式木构架，三开间。总建筑面积1294平方米。该庙在台湾及南洋有分灵70多座。